# اعتقال مارك برنشتاين

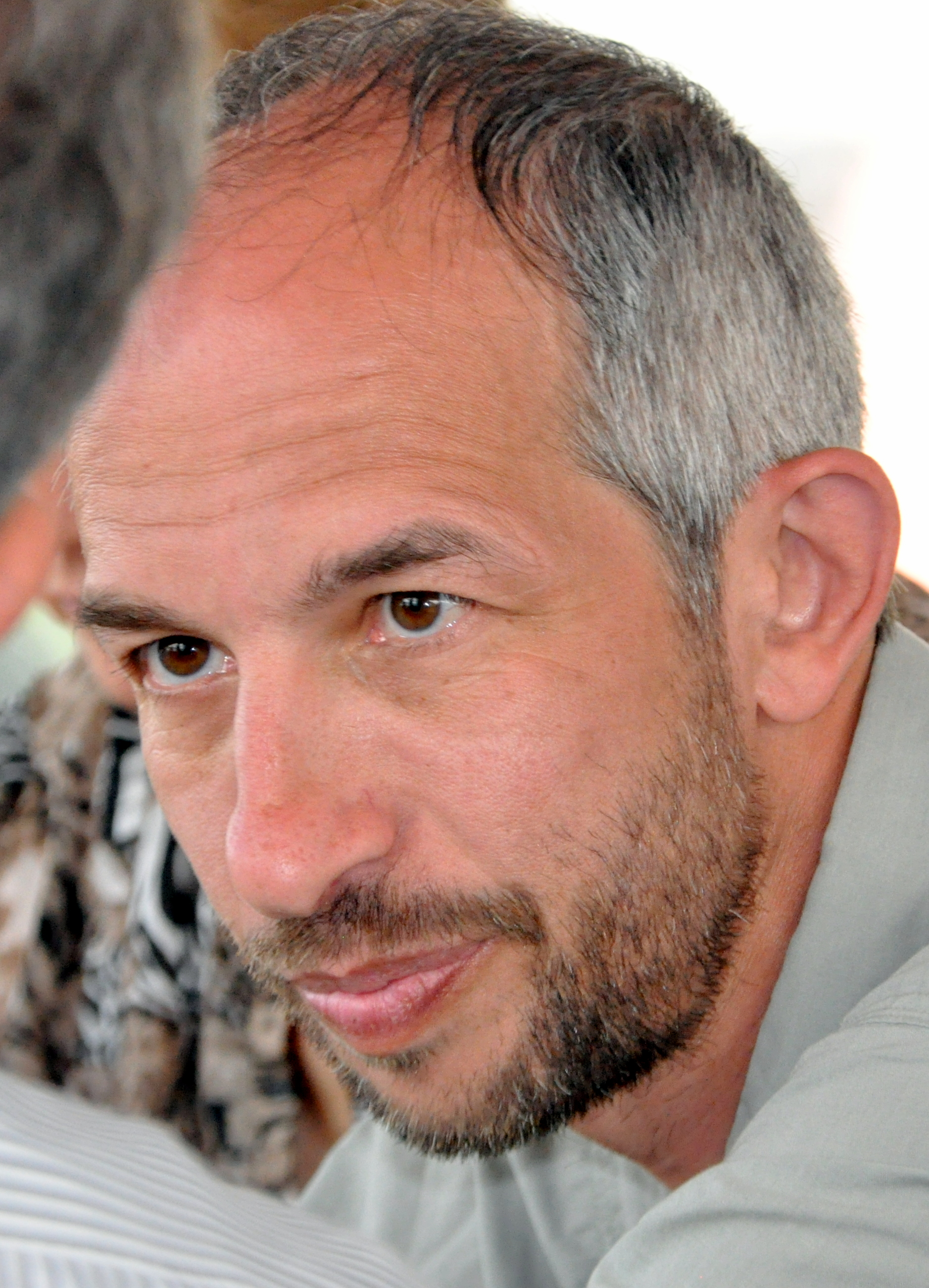
مارك برنشتاين عام 2013

اعتُقل مارك إزرايليفيتش برنشتاين (الروسية: Марк Израйлевич Бернштейн، رومنة: Mark Izraylevich Bernshteyn; البيلاروسية: Марк Ізрайлевіч Бернштэйн) في 11 مارس 2022، وهو مدونٌ بيلاروسي ومساهمٌ في ويكيبيديا الروسية، ويُقيم في مينسك، وجاء اعتقاله بواسطة موظفي المديرية العامة لمكافحة الجريمة المنظمة والفساد (GUBOPiK) بعد اتهاماتٍ عبر الإنترنت بانتهاك قوانين الرقابة على الحرب الروسية لعام 2022 لتحريره مقالاتٍ ويكيبيديَّة حول موضوع الغزو الروسي لأوكرانيا. حُكم عليه بالاعتقال الإداري لمدة 15 يومًا بموجب المادة 24.3 من القانون الإداري لبيلاروسيا (لعدم طاعة ضباط الشرطة). بعد تلك الفترة، ظل رهن الاحتجاز، وفي 24 يونيو 2022، حُكم عليه بالسجن لمدة ثلاث سنوات مع تقييد حريته وأُطلق سراحه من الحجز.

## خلفية

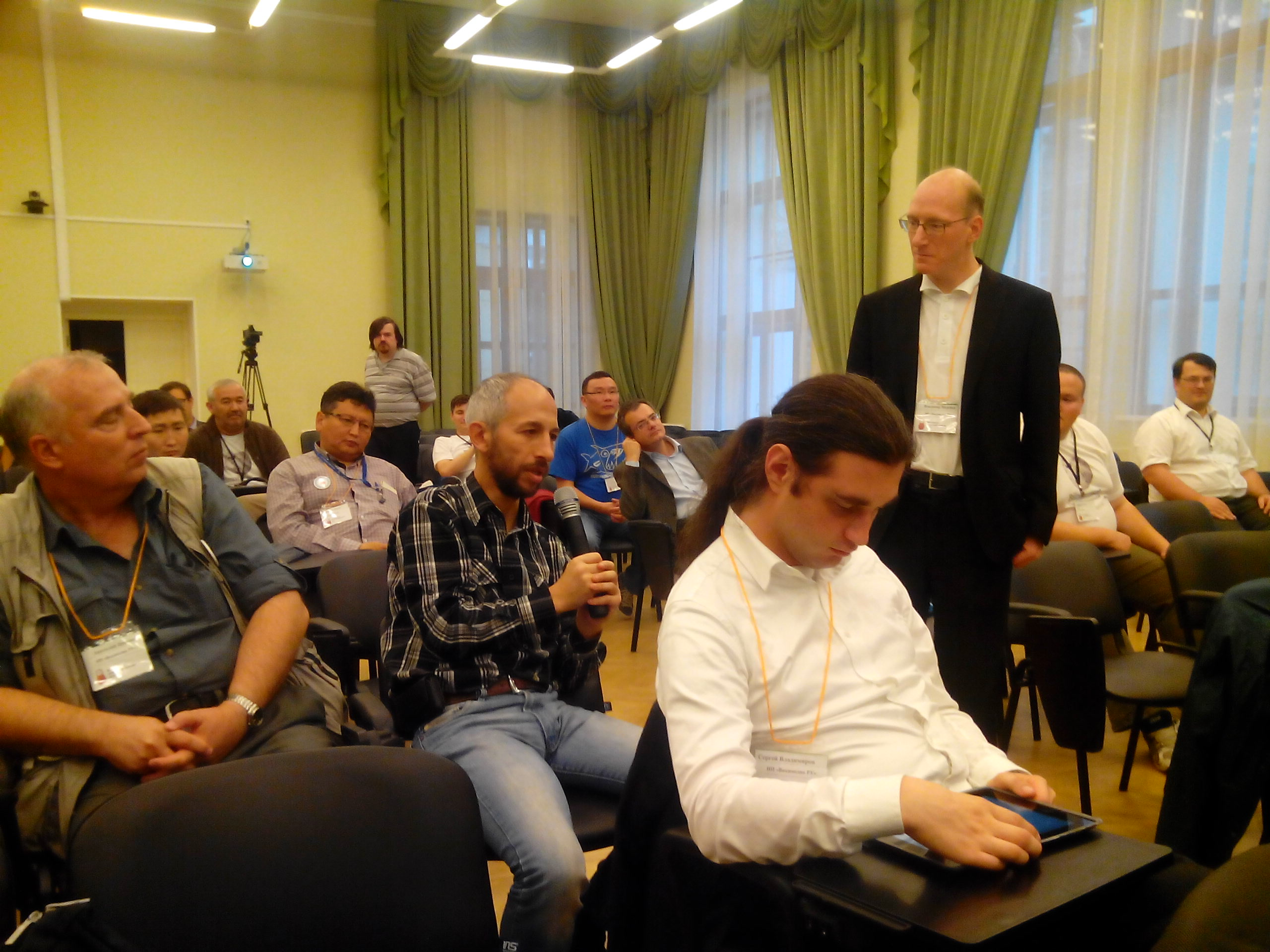
مارك برنشتاين (يحمل الميكروفون) في مؤتمر ويكيبيديا في موسكو في 14 سبتمبر 2014

حرّر «مارك برنشتاين» ويكيبيديا تحت اسم المستخدم «Pessimist2006».‏ وكان واحدًا من أنشط 50 محررًا في ويكيبيديا الروسية، بأكثر من 200,000 تعديل، وذلك من أواخر عام 2009 إلى أوائل عام 2022. كُلّف من قِبل ناشري موسوعاتٍ آخرين بكتابة مقالات. وصف إنجازه "الأفضل" في ويكيبيديا عام 2009 بأنه عمل على مقالة عن الرقابة في الاتحاد السوفيتي، والتي استشهد فيها بحوالي 250 مصدرًا. في ذلك الوقت، أجرت دويتشه فيله مقابلةً معه لخبرته في التعليق على تطوير مشروع ويكيبيديا باللغة البيلاروسية، والذي يتوفر بنسختين نحويتين: تاراتسكييفيتسا وناركاماوكا. نصح مارك محرري ويكيبيديا الجدد بالتعلم أولًا من أنماط التحرير الخاصة بالمحررين ذوي الخبرة، وأن يكونوا مستعدين للعمل مع محررين يحملون وجهات نظر مختلفة جدًا ومتعارضةً في كثير من الأحيان، وهو ما اعتبره مفتاحًا لتطوير مقالات ويكيبيديا.

## الاعتقال والاحتجاز
عندما ادعى بعض محرري ويكيبيديا الروسية أنَّ اسم "الغزو الروسي لأوكرانيا (2022)" ينتهك سياسة ويكيبيديا بعرض المعلومات من وجهة نظر محايدة، قال مارك: "غزت القوات الروسيَّة أراضي أوكرانيا. إنها مجرد حقيقة، وليست وجهة نظر". في 10 مارس/آذار 2022، نشر منتدًى روسي للرسائل الإلكترونية على تيليجرام، يُدعى "Mrakoborets"، معلوماتٍ خاصة عن مارك، واتهمه بانتهاك قانون روسي جديد يُجرّم نشر الأخبار الكاذبة. زعم المنتدى أنَّ تحرير مارك لمقالات ويكيبيديا حول الغزو الروسي لأوكرانيا عام 2022 يُخالف القانون الجديد.
في 11 مارس 2022، احتُجز مارك بواسطة المديرية العامة لمكافحة الجريمة المنظمة والفساد (GUBOPiK) في مركز احتجاز أوكريستينا في مينسك. نشرت قنوات التيليجرام الموالية للحكومة تسجيلًا مصورًا لاحتجاز مارك واتهمته بنشر معلوماتٍ كاذبة "معادية لروسيا". في 12 مارس/آذار 2022، حُكم عليه بالاعتقال الإداري لمدة 15 يومًا بتهمة "مخالفة أمر أو طلب قانوني من مسؤول" (المادة 24.3 من القانون الإداري لبيلاروسيا).
في 11 مارس 2022، أفادت مؤسسة ويكيميديا، التي تدير ويكيبيديا ومشاريع ويكيميديا الأخرى، ردًا على استفسار حول احتجاز مارك، أنَّ "فريق الثقة والأمان وفريق حقوق الإنسان التابعة للمؤسسة كانت تراقب الأزمة المستمرة في أوكرانيا، وكانت على اتصالٍ وثيقٍ بمجتمعات ويكيميديا في المنطقة لضمان سلامتهم وتلبية احتياجاتهم".
في 26 مارس 2022، أفادت صحيفة "ناشا نيفا" البيلاروسيَّة أنَّ مارك لم يُفرج عنه بعد 15 يومًا من اعتقاله، وزعمت أنه وُجهت إليه تهمة "تنظيم وإعداد أعمال تنتهك النظام العام بشكل صارخ، أو المشاركة فيها بنشاط" (المادة 342.1 من القانون الجنائي لبيلاروسيا). وفي بيانٍ مشترك صادر عن سبع منظماتٍ، من بينها مركز فياسنا لحقوق الإنسان، بتاريخ 29 مارس 2022، اعتُبر مارك سجينًا سياسيًا.

### تقييد الحرية
في 24 يونيو 2022، وفي إدانةٍ ثانية، حُكم على مارك بعقوبة "تشبه الإفراج المشروط"، مع تقييد حريته، لمدة ثلاث سنواتٍ، بتهمة "تنظيم وتحضير أنشطة تُخل بالنظام العام". صرّح مارك ببراءته من التهمة. ووصفت إذاعة أوروبا الحرة مبررات الادعاء للتهمة بأنها "غير واضحة".